# Peter van Pels

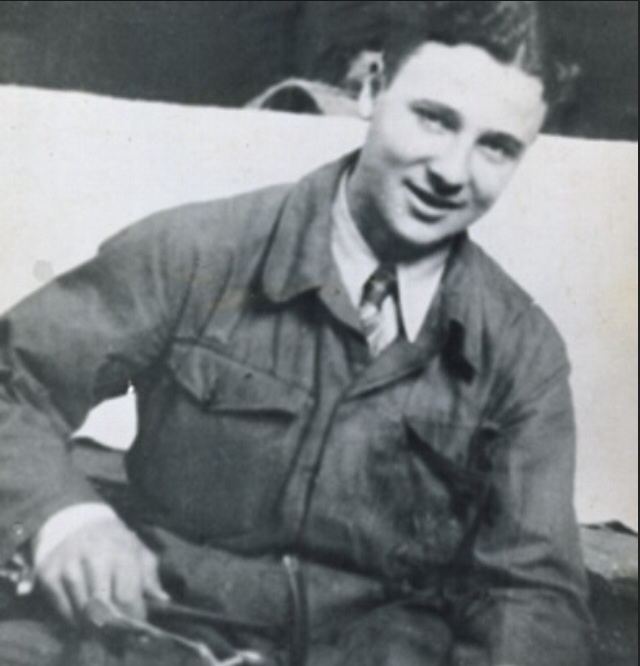
Peter van Pels (1942)

Peter van Pels, född 8 november 1926 i Osnabrück, Tyskland, död cirka 5 maj 1945 i Mauthausen, var en tyskjudisk flykting. Han var son till Hermann van Pels (1898-1944) och Auguste van Pels (1900-1945).
Tillsammans med Anne Frank och sex andra personer gick han sommaren 1942 under jorden i det av Nazityskland ockuperade Nederländerna. I november samma år kom ännu en åttonde person att bo med dem i gömstället.
Peter van Pels har pseydonymet Peter van Daan i Anne Franks dagbok. Då Peter van Pels flyttade in i gömstället var han sexton år och Anne Frank tretton. I Anne Franks dagbok går att läsa hur hennes först avoga känslor mot Peter förvandlades då hon lär känna den blyga pojken.
Från juli 1942 till den 4 augusti 1944 levde familjen Frank, familjen van Pels samt Fritz Pfeffer i en hemlig del i  fastigheten där Otto Franks företag var, på Prinsengracht 263 i Amsterdam. Efter ett anonymt tips stormade Gestapo den hemliga bostaden och arresterade samtliga. Efter att ha hållits internerade i Westerbork i en knapp månad deporterades de till Auschwitz, där van Pels kommenderades till tvångsarbete.
Kort innan Röda armén befriade Auschwitz den 27 januari 1945 hade SS evakuerat de kvarvarande lägerfångarna. Peter van Pels hamnade i koncentrationslägret Mauthausen i slutet av januari och utnyttjades som slavarbetare fram till den 11 april då han sändes till lägrets sjukavdelning. 
Peter van Pels dog kort tid innan Mauthausen befriades den 8 maj 1945.